# Modic-forandringer
Modic forandringer er forandringer i ryghvirvlerne. Forandringerne kan være både i hvirvellegemet, og i endepladerne som støder op til og er indvævet i discus. 
Modic forandringer har fået navn efter den amerikanske forsker dr. Michael Modic, der i 1988 opdagede og beskrev Modic forandringer som den første i verden. Modic forandringer kan kun ses på en MR scanning. Dr. Modic beskrev og inddelte Modic forandringerne i type 1, type 2 og type 3 som beskrives nedenfor.

## Normalt knoglevæv
Normalt knoglevæv består af trabekler, der er et indre skelet af knogletråde. I hulrummene mellem trabeklerne er der rød knoglemarv, der producerer blodlegemer.

## Forskellige Modic forandringer

### Modic type 1 forandringer
Modic type 1 er en forandring i hvirvellegemet, som kan ses på MR skanning. Modic type 1 forandringer er udtryk for væske i den del af hvirvellegemet, som er tæt på diskus. Der er to teorier for, hvordan modicforandringerne opstår. Den ene angiver. infektion i diskus med lav-virulente anaerobe bakterier, overvejende Propionibacterium acnes som årsag. Den anden teori angiver, at modicforandringerne skyldet mekanisk påvirkning at vertebra omkring en svækket endeplade. Vertebra får mikrofrakturer der tiltrækker immunceller og vand.  Modic type 1 forandringer er associeret med smerter.

### Modic type 2 forandringer
Modic type 2 forandringer ses på MR skanning hvor man kan se lavt signal for vand men højt for fedt. De forskellige Modic typer kan ændre sig til hinanden.

### Modic type 3 forandringer
Modic type 3 forandringer er forandringer, hvor tidligere ødem eller øget fedtindhold er omdannet til knogle.

### Modic forandringer giver smerter i lænden
Mange studier har fokuseret på sammenhængen mellem Modic forandringer i ryghvirvlerne og smerter i lænden. Det ses tydeligt, at der er sammenhæng med at have Modic forandringer og lide af smerter i lænden, især hvis man har Modic forandringer type 1.

### Smerter fra Modic forandringer i lænderegionen er invaliderende og forsvinder ikke af sig selv
Patienter med Modic forandringer har ikke kun ondt i ryggen, i nogle tilfælde har de invaliderende rygsmerter. Studier har vist, at patienter med Modic forandringer er meget anderledes end andre patienter med rygsmerter.
For eksempel
- så har 75–80 % af patienter med Modic forandringer konstant ondt. Det betyder, at der ikke er eet eneste tidspunkt i løbet af døgnet, hvor de er smertefri. De har smerter døgnet rundt, men smerteintensiteten kan variere.
- 75 % af patienterne er også så plagede af lændesmerter om natten, at de vågner på grund af smerterne, for eksempel når de skal vende sig i sengen.
- Patienter med Modic forandringer har væsentlig flere smerter end patienter med ondt i ryggen af andre årsager.

## Behandling
Eftersom Modicforandringer efter alt at dømme er forårsaget af lav-virulente anaerobiske bakterier, som befinder sig i diskus'en mellem to hvirvellegemer, er behandlingen antibiotika, som er målrettet disse bakterier. Det skal gives over lang tid for at virke - 3 måneder. Denne tilgang bliver stadig mødt med skepsis, indtil resultaterne er efterprøvede, da det er en stærk antibiotika med bivirkninger. 
Det er også muligt at operere ved at fjerne diskus og isætte stivgørende materiale i ryggen. Det fjerner også bakterierne. Der er udført forsøg i Danmark hvor antibiotica påviseligt reducerer smerter, men der er ikke udført forsøg, hvor antibiotisk behandling er sammenlignet med kirurgisk behandling.
Stærke rygsmerter forårsaget af Modic-forandringer kan ikke behandles ved fysioterapi, øvelser, kiropraktik mv.

## Baggrund for Modics forandringerne
Modic er en radiolog, som i 80'erne observerede, at der var disse forandringer i nogen rygge, når man MR skannede dem, men han koblede ikke forandringerne til smerter eller fremadskridende nedbrydning af diskus og hvirvellegeme.
Røntgenlæge Joan Solgaard og forsker Hanne Albert opdagede i midten af 00'erne, at de forandringer, der hidtil var anset for at være aldersrelaterede degeneration (=slid) lignede de forandringer, man kan se ved inflammation. De udførte forsøg, hvor diskusmateriale hos patienter, der blev opereret for ryglidelser, blev undersøgt, og fandt anaerobe bakterier i en stor del af de undersøgte diski. Hun udførte også forsøg, hvor hun gav patienter med Modic type 1 og stærke rygsmerter antibiotika, og hun kunne påvise at antibiotika reducerede smerterne drastisk hvorimod patienter, som fik rygøvelser ikke fik det bedre.
Modic forandringer ses ikke på almindelige røntgenbilleder.

## Forskelle til "normale" lændesmerter
Patienter med “normale” lændesmerter oplever periodevise rygsmerter. De har ondt i ryggen nogle dage eller uger, de laver deres øvelser, eller de får behandling og smerterne i lænden forsvinder gradvist. Derefter kan der gå måneder eller år uden smerter, før der kommer en ny periode med ondt i ryggen. Dette er en cyklus som millioner af mennesker over hele verden oplever. Mønstret med almindelige rygsmerter kan sammenlignes med det at blive forkølet. Det er normalt at vi alle bliver forkølet fra tid til anden, det er rigtig ubehageligt den uge forkølelsen topper, men alle ved, at forkølelsen går over og at vi igen bliver sunde og raske. Samme periodevise mønster ser man ved almindelige rygsmerter.
Patienter med Modic forandringer oplever som regel at have smerter mere eller mindre konstant. De har som regel smerter om natten, og mange vågner på grund af rygsmerterne, for eksempel når de skal vende sig i sengen. Rygsmerterne er værst om morgenen, mindskes lidt af op af dagen og forværres igen sidst på eftermiddagen. Smerterne føles dybt i lænden, og kan også stråle ud i ballerne og ned i et eller begge ben. Normale rygøvelser eller træning i motionscentre øger rygsmerterne. Aktiviteter, der kræver fysisk arbejde eller sport øger ofte rygsmerterne.

## Naturlig heling efter diskusprolaps
Modic forandringer ses ofte efter en diskusprolaps. Modic forandringerne begynder som Modic type 1 forandringer, og udvikler sig derefter til Modic type 2 forandringer, hvorefter de igen bliver til normal knogle. Denne cyklus tager normalt 10 år.

## Aktiv forskning
Fordi kun ret få læger, fysioterapeuter og andet sundhedspersonale har hørt om Modic forandringer, har der kun været gjort meget lidt for at øge kendskabet til denne smertefulde tilstand. Et af verdens førende centre i rygforskning ligger i Middelfart, på Rygcenter Region Syddanmark. Her testes i øjeblikket nye behandlinger, der foreløbigt tyder på at virke.
Forskningen er på et indledende stadie. Der er tale om et lille, videnskabeligt veltilrettelagt forskningsprojekt fra Rygcenter Syddanmark i Region Syddanmark. Indtil videre har man undersøgt modic forandringer hos patienter med diskusprolaps, ikke andre rygsygdomme. Hos disse patienter havde 50 procent effekt af antobiotikakuren. Man kender ikke langtidseffekten.
I dag er flere forskere i lande som Norge, Holland og England netop gået i gang med at prøve på at eftervise de danske forskningsresultater. Da bakterien er an anaerob bakterie, møder forskningen stadig skepsis. Derfor er efterprøvede resultater nødvendige. Finder andre lande det samme resultat, vil det få en kæmpe betydning for vores forståelse af kroniske rygsmerter populært kaldet slidgigt i ryggen samt diagnostik og behandling af slidgigt.